# Virus (álbum de Hypocrisy)
Virus es el décimo álbum de estudio (publicado el 19 de septiembre de 2005) de la banda de death metal, Hypocrisy. Este es el primer álbum de Hypocrisy con su nuevo batería, Horgh (Reidar Horghagen), de la banda noruega Immortal y el segundo guitarrista, Andreas Holma. Fue realizado un videoclip para la canción "Scrutinized".
Las primeras ediciones del CD contienen un DVD de edición limitada de una actuación en vivo con 12 canciones grabadas en Estrasburgo en el tour de Hypocrisy como teloneros de Cannibal Corpse, y una versión de la canción "Total Disaster" de Destruction.

## Lista de canciones
1. "XVI" − 0:16
2. "War-Path" − 4:23
3. "Scrutinized" − 4:25
4. "Fearless" − 4:24
5. "Craving for Another Killing" − 3:50
6. "Let the Knife Do the Talking" − 4:15
7. "A Thousand Lies" − 4:52
8. "Incised Before I've Ceased" − 4:28
9. "Blooddrenched" − 3:42
10. "Compulsive Psychosis" − 4:14
11. "Living to Die" − 5:42
12. "Watch Out (demo)" (Japanese bonus track) − 3:34

DVD bonus tracks de la edición limitada:

Canciones 1-12 fueron grabadas en Estrasburgo el 4 de agosto de 2004. La canción 13 fue grabada en el festival Bang Your Head en 2003.

1. "Born Dead Buried Alive" − 4:37
2. "Fusion Programmed Mind" − 4:15
3. "Adjusting the Sun" − 4:45
4. "Eraser" − 5:11
5. "Turn the Page" − 4:20
6. "Fire in the Sky" − 5:08
7. "Necronomicon" − 4:35
8. "Slaves to the Parasites" − 5:09
9. "Reborn" − 3:19
10. "Roswell 47" − 4:22
11. "God is a Lie" − 3:02
12. "Deathrow (No Regrets)" − 6:07
13. "Total Desaster" (bonus track) − 4:05

## Posiciones en las listas
| Año  | Álbum | Lista                               | Posición |
| ---- | ----- | ----------------------------------- | -------- |
| 2005 | Virus | Lista oficial de álbumes en Suecia  | N.º 58   |
| 2005 | Virus | Lista oficial de álbumes en Austria | N.º 75   |

## Créditos

### Banda
- Peter Tägtgren − voz, guitarra
- Andreas Holma − guitarra
- Mikael Hedlund − bajo
- Horgh (Reidar Horghagen) − batería

### Producción
- Grabado en los estudios Abyss entre noviembre y diciembre de 2004
- Producido y mezclado por Peter Tägtgren
- Masterizado en Cuttingroom por Bjorn Engelmann

### Composición
- Solo en "Scrutinized" tocado por Gary Holt (Exodus).